# 사실주의 (문학)
사실주의 또는 리얼리즘(realism)은 사변적 요소와 초자연적 요소를 피하면서 주제를 진실되게 표현하려고 시도하는 예술의 사실주의의 일부인 문학 장르이다. 19세기 중반 프랑스 문학 (스탕달)과 러시아 문학 (알렉산드르 푸시킨) 에서 시작된 사실주의 예술 운동에서 비롯되었다. 문학적 사실주의는 익숙한 것을 있는 그대로 재현하려고 시도한다.

## 미국 문학
윌리엄 딘 호웰스(1837-1920)은 최초로 미국형 사실주의를 미국에 소개하였다.  그후로 마크 트웨인은 허클베리 핀의 모험에서  또한 스티븐 크레인은 거리의 여자 매기에서 사실주의를 선보였다. 그 이후의 사실주의자로는 존 스타인벡, 프랭크 노리스, 이디스 워튼, 헨리 제임스가 있다.